# Jama pri Dvoru
Jama pri Dvoru (Duits: Gruben) is een plaats in Slovenië en maakt deel uit van de gemeente Žužemberk in de NUTS-3-regio Jugovzhodna Slovenija. De plaats telde 99 inwoners op 1 januari 2020.